# Andrena submediocalens
Andrena submediocalens är en biart som beskrevs av Wu 1982. Andrena submediocalens ingår i släktet sandbin, och familjen grävbin. Inga underarter finns listade i Catalogue of Life.